# Gerd Fuchs

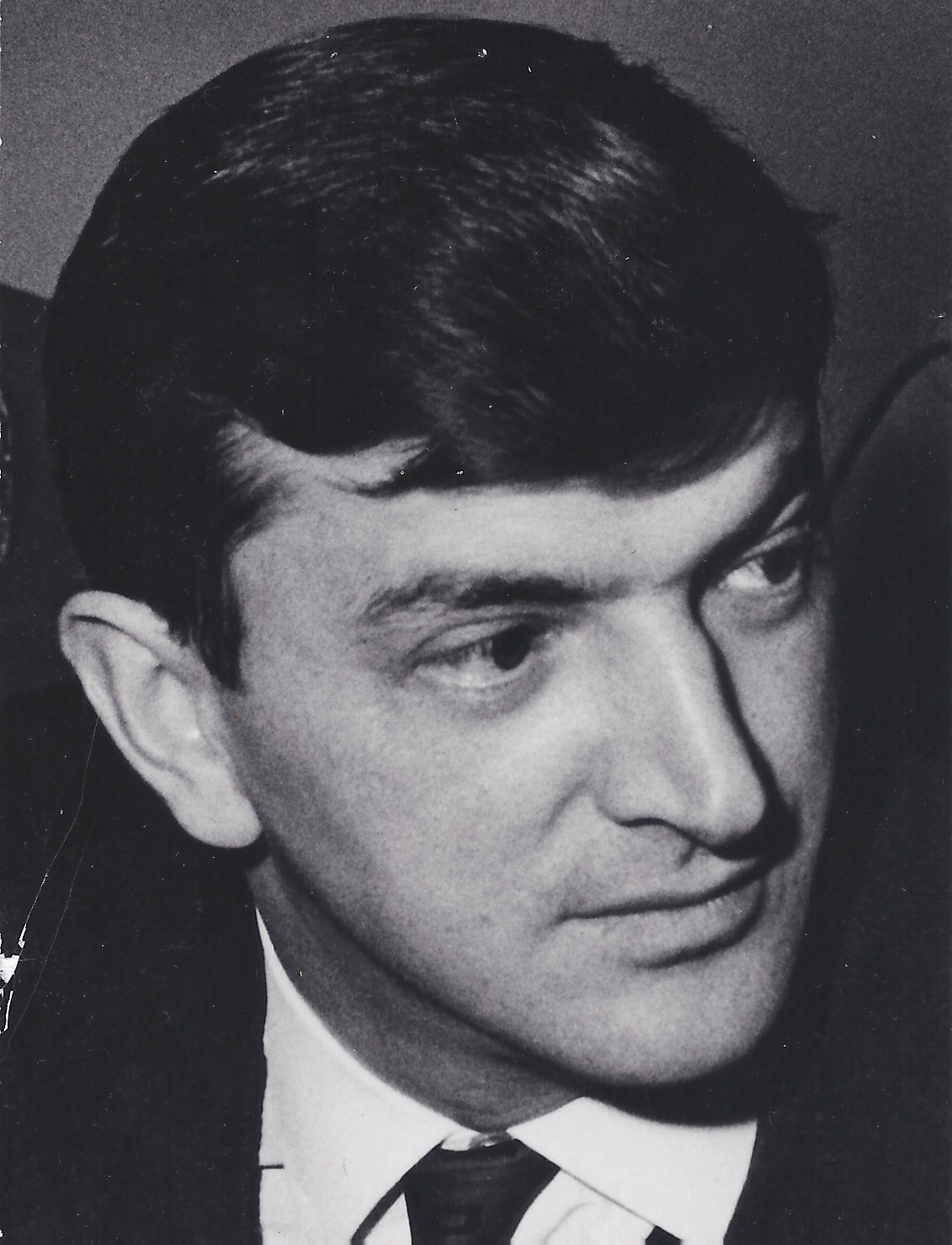
Gerd Fuchs 1964

Gerd Fuchs (* 14. September 1932 in Nonnweiler, Saarland; † 13. April 2016 in Hamburg) war ein deutscher Schriftsteller.

## Leben
Gerd Fuchs wurde in Nonnweiler (damals Regierungsbezirk Trier, heute Saarland) als erstes Kind eines Gewerbelehrers geboren, der schon früh der NSDAP beigetreten war. 1935 zog die Familie in das nur wenige Kilometer entfernte Hermeskeil bei Trier, wohin der Vater als Leiter der neugegründeten Berufsschule berufen wurde. Bis zur 10. Klasse besuchte Fuchs Volksschule und Progymnasium in Hermeskeil und wechselte dann zum Hindenburg-Gymnasium in Trier, wo er 1952 das Abitur machte. Danach studierte er Germanistik und Anglistik in Köln, wo er nach Studienaufenthalten in München und London 1959 das 1. Staatsexamen für das Lehramt an höheren Schulen ablegte. 1963 folgte in Wuppertal das 2. Staatsexamen. Ab 1964 war er journalistisch tätig: anfangs als Mitglied der Feuilletonredaktion der Welt, 1967/68 als Kulturredakteur beim Spiegel, später als freier Mitarbeiter bei konkret. 1967 promovierte er mit einer Arbeit über „Rilke in England“ zum Doktor der Philosophie. Seit 1968 war er freier Schriftsteller und Lektor.
Gerd Fuchs nahm auf Einladung von Hans Werner Richter 1965 am Treffen der Gruppe 47 in Berlin teil.
Im Auftrag des WDR schrieb er 1986 für die Fernsehreihe Wochenendgeschichten das Drehbuch Noch ein Jahr und 6 Tage, Filmdebüt für Peter Lohmeier. Alexander von Eschwege führte Regie.
Von 1973 bis 1982 war Gerd Fuchs Mitherausgeber der AutorenEdition, in der während dieser Zeit auch seine eigenen realistischen und zeitkritischen Romane erschienen. 1982 war er „Writer in residence“ am Dartmouth College in Hanover, 1992 an der New York University.
Gerd Fuchs trat Mitte der 1980er Jahre der Deutschen Kommunistischen Partei bei, seine Mitgliedschaft dauerte jedoch nur ein halbes Jahr. Außerdem war er Mitglied im Verband deutscher Schriftsteller (VS) und Vorstandsmitglied des Hamburger Landesbezirks. Seit 1980 war er Mitglied des deutschen PEN.
2010 erschien im Nautilus Verlag die Autobiographie Heimwege. Hierzu schrieb Kathleen Hildebrand: „Gerd Fuchs’ autobiografische ‚Heimwege‘ führen in kurzen Episoden zurück zu dem Menschen, der der Autor und Journalist einmal war: von der krisengeschüttelten Kindheit im Hunsrück über die Studienjahre in möblierten Kölner Studentenzimmern bis hin zum Ende der Gruppe 47, das er als junger Schriftsteller miterlebt. Persönlich und mit großer Aufmerksamkeit für Details beschreibt der 1932 Geborene darin die überraschenden Selbstverständlichkeiten vergangener Dekaden.“

## Auszeichnungen
- 1974: Stipendium zum Lessing-Preis der Freien und Hansestadt Hamburg
- 1985: Förderpreis für Literatur der Freien und Hansestadt Hamburg
- 1992: Kunstpreis der Stadt Saarbrücken
- 2007: Italo-Svevo-Preis. In seiner Laudatio sagte der Schriftsteller Uwe Timm: „Fuchs erzählt in einer Sprache, die ihre Spannung aus ihrer syntaktischen Beweglichkeit gewinnt, durch Kontradiktion, durch Lakonie, auch Ironie, vor allem aber durch dieses Nachdenken, durch die Genauigkeit in der Beschreibung, dieses Staunen über die Menschen.“[6]

## Schriften
Als Autor
- Landru und andere. Erzählungen. Piper, München 1966.
- Beringer und die lange Wut. Roman. Rowohlt, Reinbek 1976, ISBN 3-499-11980-3.
- Ein Mann fürs Leben. Erzählung. Verlag Autoren-Edition, München 1978, ISBN 3-570-00232-2.
- Elises Heimfahrt. Matthews, Hamburg 1981 (Illustrationen von Florian Köhler).
- Stunde Null. München 1981. Neuaufl. Edition Nautilus, Hamburg 2005, ISBN 3-89401-459-8[7]
- Die Amis kommen. Ein Hitlerjunge erlebt das Kriegsende. Rowohlt, Reinbek 1988, ISBN 3-499-20359-6.
- Schinderhannes. Roman. 2. Auflage. Edition Nautilus, Hamburg 2003, ISBN 3-89401-422-9.
- Katharinas Nacht. Roman. Dtv, München 1995, ISBN 3-423-12092-4.
- Easy und Scheer. Jugendroman. Fischer, Frankfurt/M. 2003, ISBN 3-596-80207-5.
- Schußfahrt. Roman. Hoffmann & Campe, Hamburg 1995, ISBN 3-455-02272-3.
- Charly, die Meistermaus. Fischer, Frankfurt/M. 1999, ISBN 3-596-80235-0.
- Fuffy und Max. Fischer, Frankfurt/M. 2001, ISBN 3-596-80265-2.
- Liebesmüh. Verlag der Autoren, Frankfurt/M. 1999
- Die Auswanderer. Roman. Sonderauflage, Edition Nautilus Hamburg 2007, ISBN 978-3-89401-560-2 (mit einem Nachwort von Uwe Timm).
- Zikaden. Sommergeschichten. Edition Nautilus, Hamburg 2004, ISBN 3-89401-434-2.
- Eckermanns Traum. 15 Szenen aus dem klassischen Weimar. Edition Nautilus, Hamburg 2005, ISBN 3-89401-483-0.
- Heimwege. Edition Nautilus, Hamburg 2010, ISBN 978-3-89401-721-7 (Autobiographie).
- Liebesmüh Novelle Edition Nautilus, Hamburg 2015, ISBN 978-3-89401-819-1

Als Herausgeber
- Literatur und Wirklichkeit. Bertelsmann, München 1976 (zusammen mit Uwe Timm)

## Verfilmungen
- Sein dritter Roman Ein Mann fürs Leben (1978) wurde mit Manfred Krug und Hannelore Hoger in den Hauptrollen 1980 von Erwin Keusch für die ARD verfilmt.[8][9][10]